# Scopula capnosterna
Scopula capnosterna là một loài bướm đêm trong họ Geometridae.